# Cryptococcus neoformans
Cryptococcus neoformans es un hongo encapsulado que puede vivir tanto en las plantas como en los animales. Su fase teleomorfa es Filobasidiella  neoformans, un hongo filamentoso que pertenece a la clase Tremellomycetes. A menudo se encuentra en los excrementos de palomas. Este hongo monomórfico se transmite por inhalación a partir de los excrementos. En las personas puede ocasionar criptococosis pulmonar y neumonía aguda atípica. El principal problema clínico que generan son las meningitis.

## Características

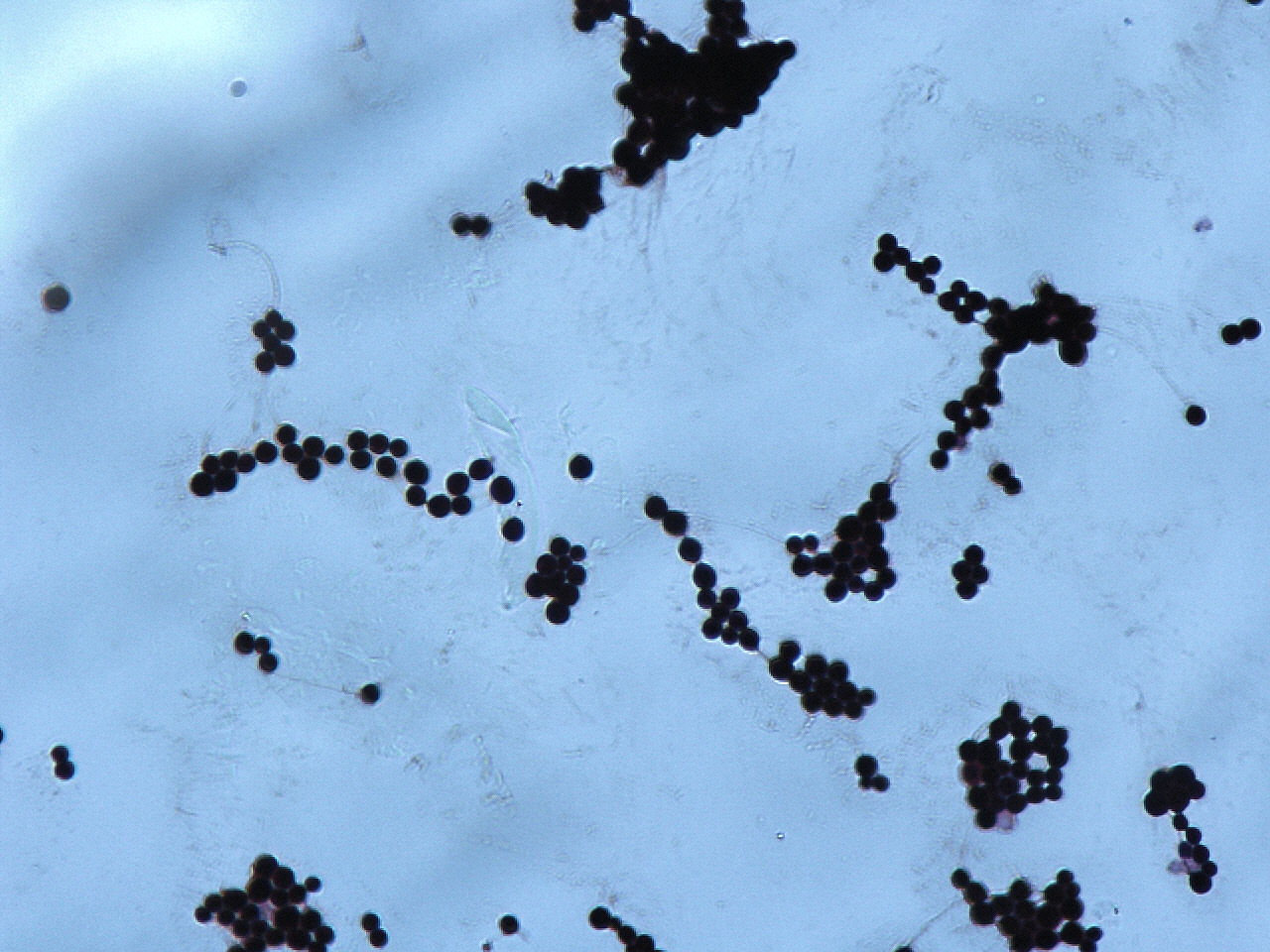
Cryptococcus neoformans teñido con tinta china.

Cryptococcus neoformans crece como un hongo (unicelular) y se replica en ciernes. C. neoformans hace hifas durante el apareamiento, y, finalmente, crea basidiosporas en el extremo distal de las hifas antes de producir las esporas. Bajo las condiciones pertinentes de anfitrión, incluyendo glucosa baja, suero, 5% de dióxido de carbono, y bajo contenido de hierro, entre otras, las células producen una cápsula polisacárida característica. Cuando se cultiva como una levadura, C. neoformans tiene una cápsula prominente compuesta principalmente por polisacáridos. Microscópicamente, la tinción con tinta china se utiliza para una fácil visualización de la cápsula en el líquido cefalorraquídeo. Las partículas de pigmento de tinta no se introduce la cápsula que rodea la célula de levadura esférica, resultando en una zona de aclaramiento o "halo" alrededor de las células. Esto permite la identificación rápida y fácil de C. neoformans. Para la identificación en el tejido, tinte mucicarmín proporciona una tinción específica de polisacáridos de la pared celular de Cryptococcus neoformans.
Es curioso, pero crece rápidamente por exposición a la radiación tal como radiación gamma. La radiación parece aumentar la capacidad de transferencia de electrones de la melanina en los hongos, aumentando su actividad metabólica total.

## Etimologia
El nombre del género Cryptococcus viene del griego clasico κρυπτός (kruptós), "oculto", y κόκκος (kókkos), "esfera". El nombre de la especie neoformans viene del Latin neo-, "nuevo", y fōrmāns, "forma".

## Páginas externas
- Wikimedia Commons alberga una categoría multimedia sobre Cryptococcus neoformans.
- A good overview of Cryptococcus neoformans biology from the Science Creative Quarterly
- Cryptococcus neoformans biology, general information, life cycle image at MetaPathogen
- The outcome of Cryptococcus neoformans intracellular pathogenesis in human monocytes

- Datos: Q131924
- Multimedia: Cryptococcus neoformans / Q131924
- Especies: Cryptococcus neoformans